# Ed Healey
Edward „Ed“ Francis Healey, Junior (* 28. Dezember 1894 in Indian Orchand, Massachusetts, USA; † 9. Dezember 1978, South Bend, Indiana) Spitzname: Big Ed, war ein US-amerikanischer American-Football-Spieler und -Trainer. Er spielte überwiegend als Offensive Tackle. Er war der erste Spieler im American Football, für dessen Vereinswechsel eine Ablösesumme bezahlt wurde.

## Herkunft
Healey stammt aus einfachen Verhältnissen. Er besuchte die Springfield Classical High School in Springfield und wuchs auf einer Farm außerhalb von Springfield auf. Er hatte acht Brüder und Schwestern. Bereits auf der Schule fiel die athletische Statur von Healey auf. Auf Bitten des dortigen Trainers spielte er mit Erlaubnis seines Vaters schon auf der High School American Football. Sein Vater, der sich selbst als ungebildet bezeichnete und auf ein besseres Leben für seinen Sohn hoffte, war nach dessen Schulabschluss daher auch bereit diesen zu unterstützen, als ihm ein Stipendium angeboten wurde.

## Spielerlaufbahn

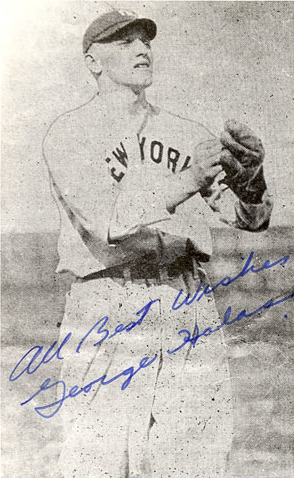
George Halas

### Collegespieler
1914 studierte Healey am College of Holy Cross, brach aber nach einem Jahr das Studium ab. 1916 schloss er sich dann dem Dartmouth College an, musste aber 1918 sein drei Jahre dauerndes Studium aufgrund seines Wehrdienstes im Ersten Weltkrieg in der U.S. Army unterbrechen, setzte es aber nach Ende des Kriegs 1919 fort. Großes Aufsehen hatte Healey als Spieler der Collegefootballmannschaft nicht erzielt. Er wurde überwiegend als End eingesetzt und seine Leistungen waren auf dieser Position durchschnittlich. Nach seinem Studium hatte er zunächst keine Aussichten als professioneller oder halbprofessioneller Footballspieler Karriere zu machen. Er selbst war im ganzen Land auf der Suche nach einem Arbeitsplatz unterwegs und wollte versuchen in Omaha einen solchen bei einem Bahnunternehmen zu bekommen, als er von dem ehemaligen Spieler der University of Nebraska Ed Shaw auf eine neu gegründete Footballliga hingewiesen wurde. Er erkundigte sich noch nach der nächsten Spielstätte – Rock Island – und entschloss sich dort einen Anlauf als Profispieler zu wagen.

### Profispieler
1920 hatten sich die bereits in einer anderen Liga spielenden Rock Island Independents der neu gegründeten NFL angeschlossen. Der kräftige und große Ed Healey wurde allerdings nicht als End eingesetzt, sondern zu einem Offensive Tackle umgeschult. Dies war sein Durchbruch als Profispieler. 1922 wurde er im Laufe der Saison von George Halas, dem damaligen Trainer der Chicago Bears während eines Spiels der Bears gegen die Independents entdeckt und für eine Ablösesumme von 100 US-Dollar verpflichtet. Er war der erste Footballprofi für dessen Vereinswechsel eine Ablösesumme bezahlt wurde. Auch für Healey hatte der Wechsel Vorteile. Während bei seiner früheren Mannschaft die Verhältnisse sehr bescheiden waren, das dortige Stadion hatte keine Duschen und seine Mannschaft spielte öfters ohne Trainer, fand er Duschen im Wrigley Field, der damaligen Spielstätte der Bears, vor und mit Halas hatten die Bears auch einen hervorragenden Trainer. Er selbst bezog in Chicago ein Gehalt von zunächst 100 US-Dollar pro Spiel, allerdings boten die Bears ihm zunächst lediglich 75 US-Dollar Gehalt an. Im Laufe seiner Karriere konnte Healey sein Einkommen nochmals deutlich steigern. Die Verpflichtung von Healey war für die Bears ein Glücksgriff. Healey war für den Schutz der eigenen Quarterbacks verantwortlich und hatte darüber hinaus die Aufgabe den eigenen Runningbacks den Weg in die gegnerische Endzone freizublocken. Er bewältigte diese Aufgabe mit Bravour und wurde in allen Spieljahren, die er in Chicago ableistete zum All-Pro gewählt.

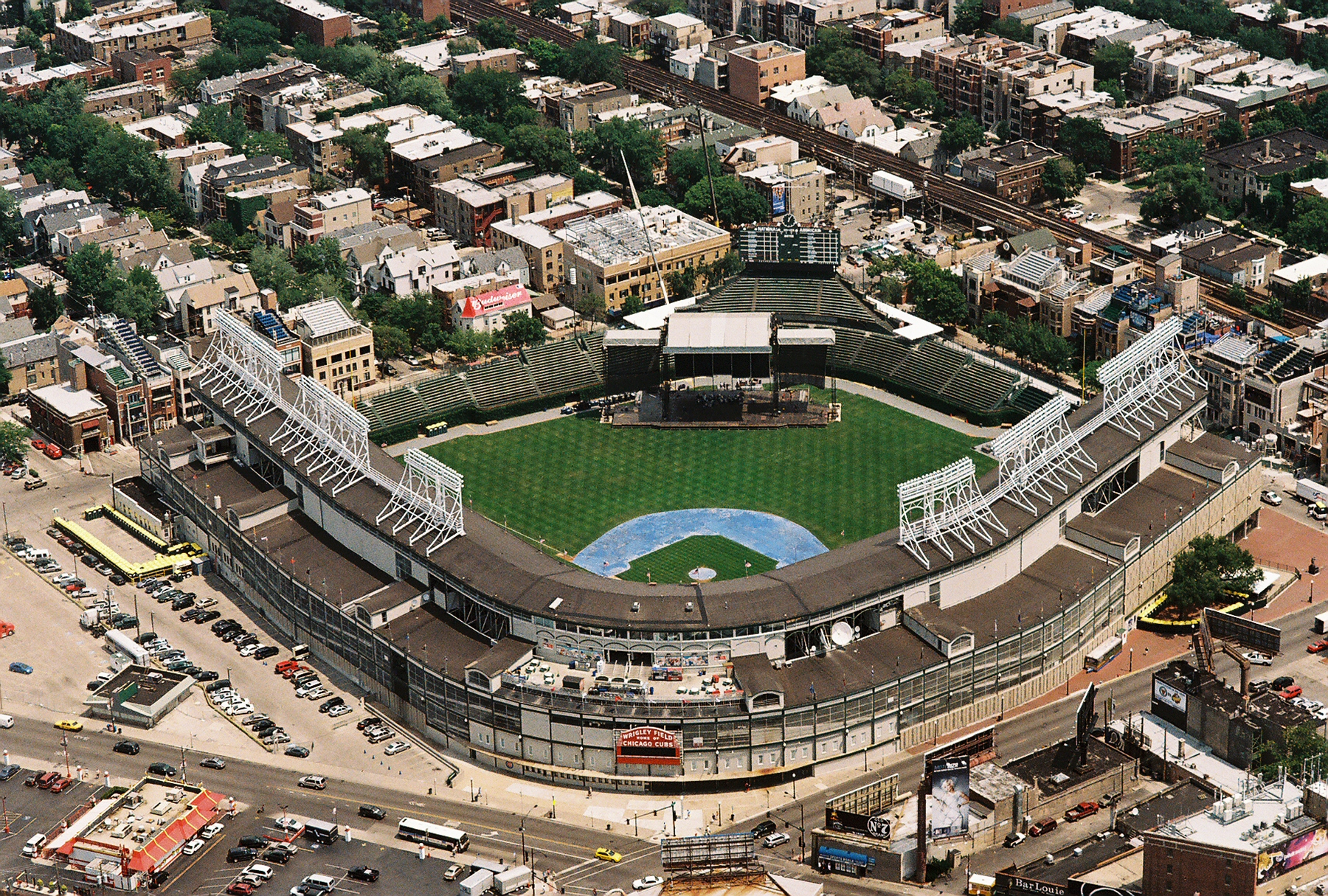
Wrigley Field, heute ein reines Baseballstadion

Der schnelle Healey war es auch, der für zwei der spektakulärsten Spielzüge der NFL Geschichte verantwortlich war. 1924 tackelte er einen Mitspieler unmittelbar vor der eigenen Endzone, der zuvor eine Interception gefangen hatte, aber danach mit dem Ball in die falsche Richtung lief. Zwei Jahre später fing er einen gegnerischen Runningback ab, der durch die Defense der Bears gebrochen war. Um den Spieler noch einholen zu können, musste Healey wie ein Hürdenläufer über mehrere Mitspieler springen und konnte dadurch den schon sicher geglaubten Touchdown der Los Angeles Buccaneers noch verhindern.
1924 krönten sich die Bears selbst zum (allerdings inoffiziellen) Meister. Sie hatten die Cleveland Bulldogs am 7. Dezember 1924 geschlagen. Da die NFL allerdings davon ausgegangen war, dass die Saison am 30. November 1924 geendet hatte, wurde die Mannschaft aus Cleveland zum Meister gekürt.

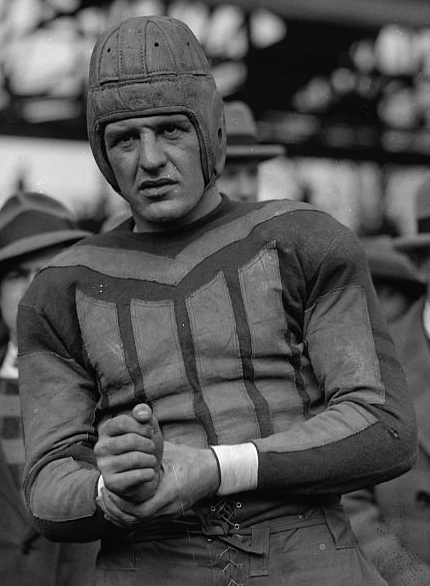
Red Grange, 1925

1926 wechselte sein Mitspieler Red Grange zu den New York Yankees und auch Healey erhielt von C. C. Pyle, dem Besitzer dieser Footballmannschaft, die 1926 noch in einer Konkurrenzliga der NFL spielten, ein Vertragsangebot mit einem Einkommen von 10.000 US-Dollar pro Jahr. Zu diesem Zeitpunkt verdiente er in Chicago 150 US-Dollar pro Spiel, was einem Verdienst von 1500 US-Dollar für eine Saison entsprach. Sein Mannschaftskamerad, das spätere Mitglied in der Pro Football Hall of Fame Paddy Driscoll, war 1926 der bestbezahlte Spieler in Chicago – er erhielt 5000 US-Dollar in einer Spielrunde. Healey, der Pyle ohnehin nicht mochte und nicht vertraute, informierte Halas über das Vertragsangebot und man einigte sich darauf das Einkommen des Offensive Tackles deutlich zu erhöhen, wobei die genaue Summe nie veröffentlicht wurde.
1927 beendete Healey seine Laufbahn.

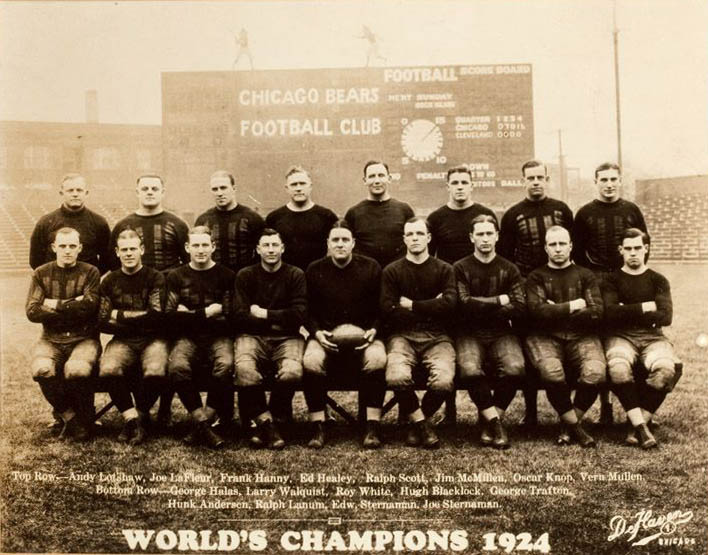
Chicago Bears 1924

## Nach der Spielerlaufbahn/Trainerkarriere
Healey arbeitete nach seiner Spielerkarriere als Geschäftsmann und war Vertreter verschiedener Firmen. Wie bereits vor seiner Karriere war er ständig in den USA unterwegs und wechselte dabei mehrfach den Wohnort und den Arbeitsplatz. Er blieb dabei dem American Football weiterhin treu und war nebenbei Assistenztrainer an der University of Notre Dame und der Creighton University sowie Trainer verschiedener High-School-Mannschaften. Healey starb im Alter von 83 Jahren und ist auf dem Calvary Cemetery in Niles, Michigan, beerdigt.

## Ehrungen
Healey ist Mitglied im NFL 1920s All-Decade Team, in der Pro Football Hall of Fame und in der College Football Hall of Fame. Er wurde fünfmal zum All-Pro gewählt.

## Quelle
- Jens Plassmann: NFL – American Football. Das Spiel, die Stars, die Stories (= Rororo 9445 rororo Sport). Rowohlt, Reinbek bei Hamburg 1995, ISBN 3-499-19445-7.